# 9K35 Strieła-10
9K35 Strieła-10 (pol. Strzała-10, ros. Стрела-10, kod NATO SA-13 Gopher) – radziecki samobieżny przeciwlotniczy zestaw rakietowy bliskiego zasięgu, na podwoziu pływającego pojazdu MTLB.

## Historia
Zestaw Strieła-10 został zaprojektowany jako następca zestawu Strieła-1. Prace nad nim rozpoczęto w Biurze Konstrukcyjnym Precyzyjnego Przemysłu Maszynowego pod kierunkiem głównego konstruktora A. Nudelmana na podstawie postanowienia władz ZSRR z 24 lipca 1969 roku. Próby zakładowe prototypu rozpoczęto w sierpniu 1971, a próby państwowe zakończono w maju 1974. Postanowieniem Rady Ministrów i KC KPZR z 16 marca 1976 roku została przyjęta na uzbrojenie pierwsza wersja seryjna 9K35 Strieła-10SW, z pociskami 9M37.
W 1979 roku na uzbrojenie wprowadzono wersję zmodernizowaną 9K35M Strieła-10M. Główną różnicą było zastosowanie pocisków 9M37M, z ulepszoną głowicą samonaprowadzającą, pozwalającą na odróżnienie części pułapek termicznych od celu. W 1981 roku weszła na uzbrojenie kolejna wersja zmodernizowana 9K35M2 Strieła-10M2, ze zautomatyzowanym systemem przekazywania do wyrzutni danych o celach z systemów zewnętrznych. Dzięki dodatkowym pływakom, pojazd w tej wersji mógł pływać z pełnym kompletem rakiet i odpalać pociski na wodzie. 
Od 1983 roku prowadzono prace nad dalszą modernizacją 9K35M3 Strieła-10M3, która weszła na uzbrojenie w 1989 roku. Zastosowano w niej nowe powiększone i skuteczniejsze pociski 9M333 (mogą one być stosowane zamiennie z pociskami 9M37M na wszystkich wyrzutniach).

## Opis

### Pociski
Podstawowymi pociskami zestawu są 9M37 i jego zmodernizowana wersja 9M37M. Są to jednostopniowe rakietowe pociski przeciwlotnicze z silnikiem na paliwo stałe, które mogą pracować na jednym z dwóch reżimów prędkości. Pociski są zbudowane w schemacie aerodynamicznym kaczki, ze sterami w przedniej części i stabilizatorami w tylnej. Głowica bojowa o masie 3 kg miała oznaczenie 9N125. Pocisk ma długość 2190 mm, masę 39,2 kg (9M37) do 40 kg (9M37M), jest przechowywany i odpalany ze specjalnego kontenera. Pociski mogły zwalczać cele w odległości od 0,8 do 5 km i na wysokości od 25 do 3500 m. Prędkość pocisku wynosi od 360 do 800 m/s.
Pociski są samonaprowadzane na cel pasywnie, optycznie, z kanałem podczerwonym. Podstawowym kanałem jest kanał optyczny, w którym głowica pocisku naprowadza się na cel kontrastujący na tle nieba, w paśmie widzialnym. W gorszych warunkach oświetleniowych stosowane jest samonaprowadzanie termiczne, w paśmie podczerwieni. Wadami takiego rozwiązania jest podatność na pułapki optyczne i termiczne oraz brak możliwości atakowania celu na tle Słońca (w obrębie kąta 20° między Słońcem a celem od wyrzutni). Według założeń, pocisk mógł przechwycić w kanale podczerwieni cele lecące z prędkością 750 km/h z przedniej półsfery, a z prędkością do 1100 km/h od tyłu.
Nowsze pociski 9M333 zestawu Strzała-10M3 mają długość 2910 mm, masę 42 kg i masę głowicy 5 kg. Zasięg i pułap pocisku są takie same, tylko zmalała minimalna wysokość przechwycenia celu, z 25 do 10 m.

### Wyrzutnie
W zestawie stosowane jest samobieżna wyrzutnia występująca w dwóch wariantach: 9A34 i 9A35 (modernizowane odpowiednio z dodaniem oznaczeń M, M2, M3). Różnią się tym, że 9A35 wyposażona jest w radionamiernik 9S16 służący do wykrywania celów na podstawie ich emisji radiowej. Obie wyrzutnie zbudowane są na podwoziu opancerzonego transportera gąsienicowego MT-LB. Załogę stanowią 3 osoby: dowódca, kierowca i operator uzbrojenia. Stanowisko operatora u podstawy wyrzutni posiada szybę pancerną. Z położenia marszowego ze złożoną wyrzutnią do bojowego przejście zajmuje ok. 20 sekund. Oprócz czterech pocisków na wyrzutni pojazd przewozi cztery zapasowe we wnętrzu; przeładowanie jest dokonywane ręcznie. 
Wyrzutnia posiada system celowniczy 9S86, wyposażony w dalmierz radiolokacyjny, natomiast nie jest wyposażona we własny radiolokator. Wyrzutnia poruszana jest elektrycznie, z prędkością naprowadzania w poziomie do 100°/s. Kąt podniesienia wynosi od -5° do +80°

### Wersje
- 9K35 Strieła-10SW (pociski 9M37)
- 9K35M Strieła-10M (pociski 9M37M)
- 9K35M2 Strieła-10M2 (pociski 9M37M)
- 9K35M3 Strieła-10M3 (pociski 9M333)

## Służba
System został przyjęty na uzbrojenie Armii Radzieckiej w 1976 roku. Pluton z czterech wyrzutni, w tym jednej 9A35 z radionamiernikiem i trzema 9A34, wchodził etatowo w skład baterii artyleryjsko-rakietowej dywizjonu przeciwlotniczego pułku zmotoryzowanego lub pancernego. Miały uzupełniać w baterii bardziej zaawansowane kompleksy 2K22 Tunguska, służąc do zwalczania celów w warunkach widoczności.
System był również przedmiotem eksportu do państw Układu Warszawskiego (Polski, Czechosłowacji, Bułgarii, Węgier) i zaprzyjaźnionych, w tym do Afganistanu, Algierii, Angoli, Indii, Jordanii, Iraku, Korei Północnej, Kuby, Libii, Syrii i Jugosławii. Wyrzutnie te były następnie używane również przez państwa powstałe po rozpadzie ZSRR i Jugosławii. System używany był bojowo m.in. w wojnach na Bliskim Wschodzie i w Afryce. 
W Wojsku Polskim zestawy Strzała-10M używane były w niewiekiej liczbie od 1982 roku. Do 1988 roku zakupiono cztery zestawy (według innych danych, były to Strzała-10SW).